# یک وراثت دردسرساز: ژن‌ها، نژاد و تاریخ بشر
یک وراثت دردسرساز: ژن‌ها، نژاد و تاریخ بشر (انگلیسی: A Troublesome Inheritance) کتابی است در سال ۲۰۱۴ توسط نیکلاس وید، نویسنده، روزنامه‌نگار بریتانیایی و ویراستار سابق علوم و بهداشت نیویورک تایمز. در این کتاب، وید استدلال می‌کند که فرگشت انسان «پدیده‌ای جدید، فراوان و به صورت منطقه‌ای» بوده‌است و این پیامدهای مهمی برای علوم اجتماعی دارد. این کتاب به‌طور گسترده توسط جامعه علمی به دلیل ارائه نادرست تحقیقات در زمینه ژنتیک جمعیت انسانی محکوم شده‌است.

## خلاصه کتاب
وید در مورد تفاوت‌های نژادی در موفقیت اقتصادی بین سفیدپوستان، سیاه پوستان و آسیای شرقی می‌نویسد و این استدلال را ارائه می‌دهد که تفاوت‌های نژادی ناشی از تفاوت‌های ژنتیکی تقویت شده توسط فرهنگ است. در قسمت اول کتاب، وید گزارشی از تحقیقات ژنتیک انسانی ارائه می‌دهد. وید در بخش دوم کتاب خود پیشنهاد می‌کند که تفاوت‌های منطقه‌ای در تکامل رفتار اجتماعی، تفاوت‌های بسیاری را در میان جوامع گوناگون انسانی در سراسر جهان توضیح می‌دهد.